# Amador Rodríguez Céspedes
Amador Rodríguez Céspedes est un joueur d'échecs cubain né le 8 septembre 1956 à San Germán dans la municipalité de Urbano Noris. Grand maître international depuis 1977, il est affilié à la Fédération espagnole des échecs depuis 2002.
Au 1er mars 2019, il est le 90e joueur espagnol avec un classement Elo de 2 402 points.

## Biographie et carrière
Amador Rodríguez Céspedes a obtenu le titre de grand maître international en 1977 (il était le plus jeune grand maître à l'époque). Il a remporté :
- trois fois le championnat d'échecs de Cuba (en 1984, 1988 et 1997) ;
- deux fois le mémorial Capablanca (en 1984 et 1989) ;
- le tournoi zonal de Manzanillo en 1981 avec 10 points sur 12 (+8 =4)[2] ;
- le tournoi zonal de Caracas en 1985 avec 6,5 points sur 9 (+4 =5), ex æquo avec Zapata ;
- le tournoi zonal de Bayamo (dans la province de Granma) en 1987 avec 6 points sur 9 (+3 =6) ;
- le tournoi OHRA B à Amsterdam en 1986, ex æquo avec Vlastimil Hort.

Grâce à ses succès dans les tournois zonaux, Amador Rodriguez Cespedes représenta Cuba lors de trois tournois interzonaux. Il marqua 4 points sur 13 en 1982, 8 points sur 17 en 1985 et finit sixième avec 8,5 points sur 15 en 1987.
Il a participé à trois championnats du monde par équipes (en 1989, 1993 et 1997) et à dix olympiades de 1974 à 1996. Lors de l'Olympiade d'échecs de 1990, il jouait au deuxième échiquier et l'équipe de Cuba finit septième de la compétition, le meilleur résultat d'une équipe cubaines lors des olympiades (qui fut également obtenu en 2004 et 2014).